# Krčko-lički sandžak
Krčko-lički sandžak – sandżak Imperium Osmańskiego, który istniał w latach 1580–1699 na terenie obecnej Chorwacji.

## Opis

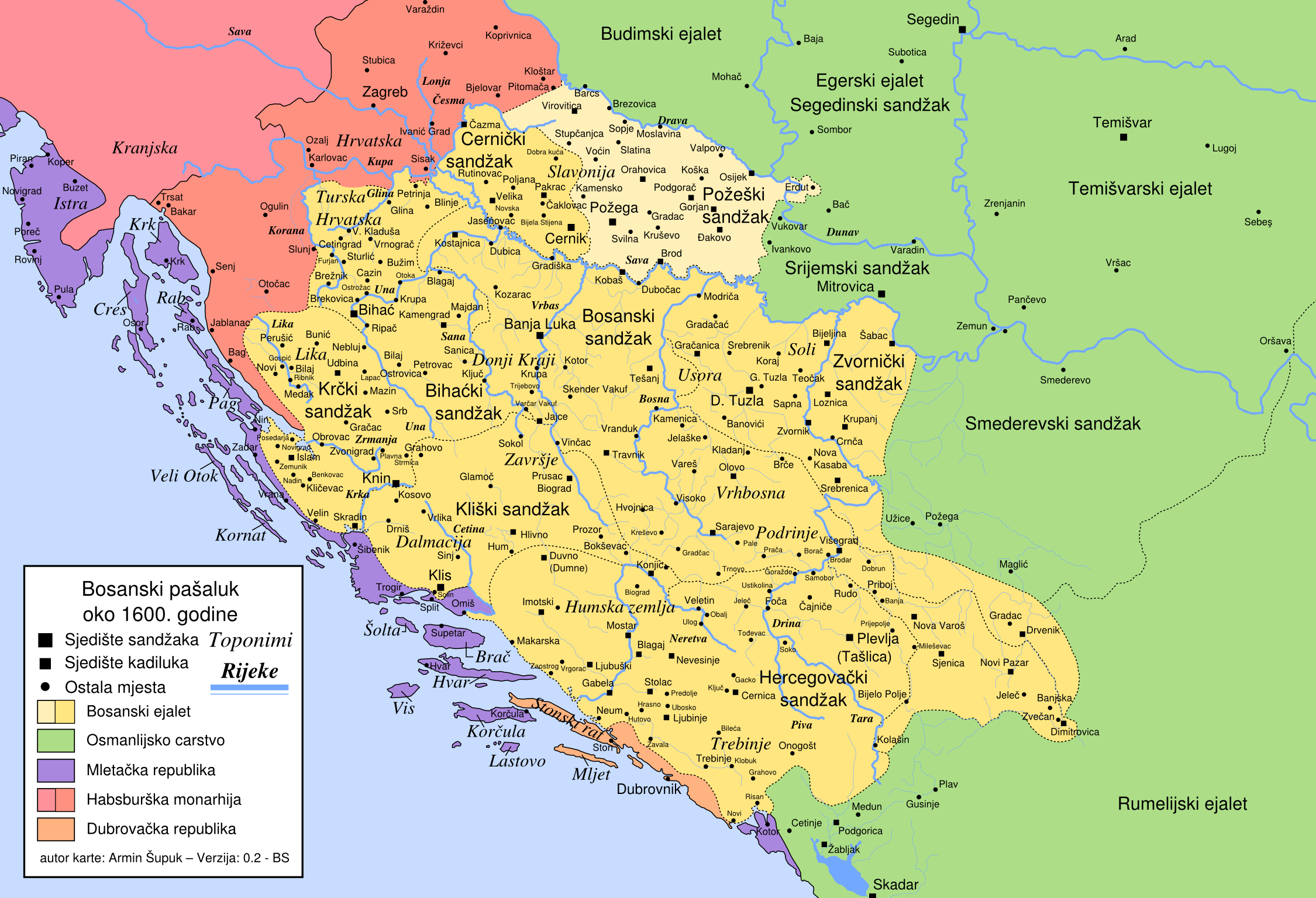
Mapa Ejaletu Bośni wraz z Krčko-ličkim sandžakiem

Został utworzony w 1580 roku z części ziem Kliškiego sandžaku. Obejmował obszar Liki i północnej Dalmacji. Był częścią Ejaletu Bośni. Jego zachodnia granica przebiegała nieopodal miejscowości Perušić i Gospić, a wschodnia biegła wzdłuż rzeki Krka.
Głównymi ośrodkami sandżaku były: Knin, Nadin, Skradin i Udbina. Od końca XVI wieku wyniszczony wojną obszar sandżaku był zasiedlany przez ludność prawosławną, która w 1609 roku wywołała bunt. Na mocy traktatu w Karłowicach (1699) terytorium sandżaku zostało utracone przez Imperium Osmańskie.